# Romolo Polacchini
Romolo Polacchini (La Spezia, 20 maggio 1897 – Venezia, 16 ottobre 1968) è stato un ammiraglio italiano, comandante della base navale di BETASOM durante il corso della seconda guerra mondiale.

## Biografia
Nacque a La Spezia il 20 maggio 1897, fu allievo della Regia Accademia Navale di Livorno dal 6 novembre 1911 al 7 giugno 1914, venendo promosso guardiamarina e imbarcato sulla nave Etna e successivamente sulle navi da battaglia Dante Alighieri e Andrea Doria durante la prima guerra mondiale. 
Nel 1918, con il grado di sottotenente di vascello fu comandante in seconda del sommergibile H 3;  dal 30 ottobre 1924 (e sino al 1927) Polacchini comandò nell’ordine i sommergibili N 5 (1924), N 1 (1924), N 6 (1925), N 2 (1925), F 19 (1925), F 7 (1926), X 2 (1926-1927). Quindi poi fu in comando del sommergibile H 1 nel 1927.
Promosso capitano di corvetta l'8 maggio 1927, tra il 10 febbraio 1929 e il 24 maggio 1930 assunse il comando del nuovo sommergibile Tito Speri  e in seguito del nuovo sommergibile Argonauta in allestimento. Nel 1931 il re d'Egitto Fu’ad I lo insignì del titolo di Ufficiale dell'Ordine di Ismail, e promosso capitano di fregata il 6 novembre 1932,  fu imbarcato come Sottocapo di stato maggiore sull'incrociatore leggero Alberto di Giussano nel 1933, e poi sul similare Giovanni delle Bande Nere. In successione comandò le squadriglie a cui appartenevano i sommergibili Argonauta, Otaria, il 4º Gruppo sommergibili di Taranto dall'11 settembre 1935, il Des Geneys e il Santorre Santarosa. A bordo degli ultimi due prese parte all'inizio delle operazioni nell'ambito della guerra civile spagnola.
Promosso capitano di vascello il 5 gennaio 1937, fu comandante della base navale di Venezia e poi, dal 20 marzo 1939 al 31 agosto 1940,  assunse il comando dell'incrociatore leggero Luigi Cadorna, con il quale durante la seconda guerra mondiale partecipò alla battaglia di Punta Stilo del luglio 1940. In tale occasione fu decorato della Croce di guerra al valor militare. prese parte alla Campagna di Grecia come comandante superiore del traffico con l'Albania avendo Quartier generale a Brindisi,  e poi ricoprì l'incarico di Comandante della scuola sommergibili di Pola.
Il 15 aprile 1941 fu destinato come Capo di stato maggiore al Comando Superiore delle Forze Subacquee Italiane in Atlantico (BETASOM) con base a Bordeaux in Francia, in sostituzione e del parigrado Aldo Cocchia.
Promosso contrammiraglio all'età di solo quarantaquattro anni, il 18 settembre 1941 divenne Comandante superiore di "BETASOM", sostituendo l'ammiraglio di divisione Angelo Parona il quale, nel frattempo, era stato assegnato al comando della 3ª Divisione incrociatori.
Durante questo periodo fu decorato con la Croce di Cavaliere dell’Ordine militare di Savoia.
Probabilmente anche a seguito del suo ostentato scetticismo riguardante il presunto affondamento di due corazzate americane da parte del comandante Enzo Grossi al comando del sommergibile Barbarigo, che gli avevano valso due Medaglie d'oro al valor militare e la promozione di grado, il 29 dicembre 1942 egli venne sostituito al comando di "BETASOM" dallo stesso Grossi, per essere destinato nel gennaio del 1943 a Palermo come Comandante della Base logistica. Partecipò attivamente alla campagna di Tunisia, organizzando i convogli di rifornimenti per le truppe italiane impegnate in quel settore,  venendo decorato con la Medaglia d'argento al valor militare per l'impegno profuso.
Destinato in seguito a Livorno come Comandante della Base Navale, all'arrivo dei tedeschi riuscì a mettere in salvo il personale dipendente della base, dopodiché si rifugiò in casa di amici a Castiglioncello per qualche tempo e successivamente raggiunse la sua famiglia a Venezia nel gennaio 1944. Nel maggio dello stesso anno, al fine di evitare la deportazione in Germania, prestò formale giuramento alla Repubblica Sociale Italiana, ma nel contempo iniziò a collaborare clandestinamente con il Comitato di Liberazione Nazionale Alta Italia. 
L'8 agosto fu arrestato dai fascisti e incarcerato a Venezia con varie accuse che in seguito si rivelarono infondate. Rimase in carcere per cinque mesi, dopodiché con l'intercessione del Cardinale Giovanni Urbani, futuro Patriarca di Venezia e zio di sua cognata, fu liberato con l'obbligo di firma in Questura tutte le sere. 
Alla fine della guerra in Italia, con la caduta del fascismo, il 6 maggio 1945 assunse il comando dei servizi della Marina di Venezia, ma fu collocato a riposo il 20 febbraio 1946, venendo promosso ammiraglio di divisione il 5 maggio dello stesso anno.
Il 19 febbraio 1950, avendo contratto grave malattia ai polmoni durante il periodo trascorso in prigionia, fu costretto a lasciare il servizio per motivi di salute e fu collocato in congedo assoluto e iscritto al Ruolo d'Onore della Marina Militare, promosso ammiraglio di squadra il 27 giugno 1958. 
Si ritirò quindi a vivere al Lido di Venezia, dove morì nel 1968.

### Periodici
- Erminio Bagnasco, Maurizio Brescia, I sommergibili italiani 1940-1943. Parte 1ª-Mediterraneo, in Storia Militare Dossier, n. 11, Parma, Ermanno Albertelli Editore, novembre-dicembre 2013.
- Erminio Bagnasco, Maurizio Brescia, I sommergibili italiani 1940-1943. Parte 2ª-Oceani, in Storia Militare Dossier, n. 11, Parma, Ermanno Albertelli Editore, gennaio-febbraio 2014.